# Cristaria ovata
Cristaria ovata är en malvaväxtart som beskrevs av M. Munoz-schick. Cristaria ovata ingår i släktet Cristaria och familjen malvaväxter. Inga underarter finns listade i Catalogue of Life.